# 奇爾西克
50°6′33″N 31°29′32″E / 50.10917°N 31.49222°E
奇爾斯凱（烏克蘭語：Чирське）是位於烏克蘭北部的村莊，由基辅州鲍里斯皮尔区的佩雷亞斯拉夫市鎮負責管轄。該村面積0.75平方公里，海拔高度92米，2001年人口186，人口密度每平方公里248人。